# Silken Laumann
Silken Suzette Laumann (Mississauga, 14 novembre 1964) è un'ex canottiera canadese.

## Carriera
Laumann ha iniziato a gareggiare nel 1976, ha poi preso parte a numerosi eventi internazionali tra i quali quattro edizioni consecutive dei Giochi olimpici vincendo 3 medaglie. La prima di queste conquistata all'età di 19 anni a Los Angeles 1984, in coppia con la sorella Danièle, mentre non è andata oltre il settimo posto alle Olimpiadi di Seul 1988.

A Barcellona 1992, nonostante un grave incidente alla gamba durante le qualificazioni olimpiche in primavera, è riuscita a gareggiare e vincere una medaglia di bronzo. Questo successo le permise di essere selezionata come portabandiera del Canada alla cerimonia olimpica di chiusura. Dopo un anno di pausa per guarire dall'infortunio, nel 1994 ritornò a competere. Ha vinto una medaglia d'argento ai Campionati mondiali del 1995 e una medaglia ai Giochi panamericani che le fu poi revocata risultando positiva alla pseudoefedrina.

Dopo aver vinto a livello internazionale l'ultima medaglia olimpica ad Atlanta 1996, si è ritirata dalle competizioni nel 1999.

Nel 1991 le viene assegnato il Trofeo Lou Marsh, è stata inserita nella Canada Sports Hall of Fame nel 1998 e premiata con la Medaglia Thomas Keller nel 1999 per la sua carriera. Nel 2004 è stata introdotta anche nella Ontario Sports Hall of Fame.

## Vita privata
È la sorella minore della canottiera Danièle Laumann con cui ha vinto una medaglia olimpica e l'ex moglie del canottiere John Wallace. Ha conseguito nel 1989 il Bachelor of Arts presso l'University of Western Ontario. 

## Palmarès
| Anno | Manifestazione      | Sede            | Evento        | Risultato | Prestazione | Note |
| ---- | ------------------- | --------------- | ------------- | --------- | ----------- | ---- |
| 1984 | Giochi olimpici     | Los Angeles     | Due di coppia | Bronzo    | 3'29"82     |      |
| 1987 | Giochi panamericani | Indianapolis    | Singolo       | Oro       | -           |      |
| 1988 | Giochi olimpici     | Seul            | Due di coppia | 7º        | 8'03"56     |      |
| 1990 | Mondiali            | Lake Barrington | Singolo       | Argento   | 7'27"08     |      |
| 1991 | Mondiali            | Vienna          | Singolo       | Oro       | 8'17"58     |      |
| 1992 | Giochi olimpici     | Barcellona      | Singolo       | Bronzo    | 7'28"85     |      |
| 1995 | Mondiali            | Tampere         | Singolo       | Argento   | 7'29"07     |      |
| 1995 | Giochi panamericani | Mar del Plata   | Singolo       | Oro       | -           |      |
| 1996 | Giochi olimpici     | Atlanta         | Singolo       | Argento   | 7'35"15     |      |